# Gimnasia y Tiro de Salta
Club de Gimnasia y Tiro, auch bekannt als Gimnasia y Tiro de Salta, ist ein argentinischer Sportverein aus Salta, der hauptsächlich für seine Fußballabteilung bekannt ist. Der Verein wird auch als Albo oder Millonario bezeichnet.

## Geschichte
Der Verein wurde im November 1902 im Gran Hotel gegründet, in dem über 100 Unterstützer den Club Atlético Salteño gründeten. Der ursprüngliche Name wurde später in Gimnasia y Tiro geändert, da dort Schieß- und Gymnastikaktivitäten stattfanden.
Die ersten Fußballspiele fanden auf einem kleinen Feld bei den Straßen Ameghino, Pueyrredón, Zuviría und O’Higgins statt, bevor die Teams zum Campo de Las Talitas umzogen. Der erste Rivale war der Club Atlético Libertad, später wurde es Juventud Antoniana. Gimnasia y Tiro nahm 1979 und 1981 am Torneo Nacional teil und stieg 1992 in die Primera Nacional B auf. 1993 gewann der Klub den Titel und stieg in die Primera División auf. Der zweite Aufstieg in die höchste Liga erfolgte 1997. Bis 2000 spielte das Team in der zweiten Liga, bevor es in die vierte Liga abstieg. Nach einer erfolgreichen Saison 2010/2011 kehrte es in die dritte Liga zurück. Im Jahr 2023 gewann Gimnasia y Tiro den Torneo Federal A und stieg nach einem 3:1 im Elfmeterschießen gegen Douglas Haig in die Primera Nacional auf.

## Stadion
Seine Heimspiele trägt Gimnasia y Tiro de Salta im Estadio El Gigante del Norte, das auch als Monumental de la Vicente Lopez bekannt ist, aus. Das Stadion wurde 1920 eröffnet und hat eine Kapazität von 24.300 Plätzen.

## Rivalitäten
Größte Rivalen für Gimnasia y Tiro de Salta sind die beiden Stadtrivalen Juventud Antoniana und Central Norte. Gegen Juventud Antoniana spielt Gimnasia y Tiro seit den 1920er Jahren im Viejo clásico salteño und gegen Central Norte im Clasico Torneos Federales.

## Erfolge
- Meister des Torneo del Interior (dritte Liga): 1989/90, 1991/92
- Meister des Torneo Federal A: 2023

## Weitere Sportarten
Gimnasia y Tiro de Salta bietet neben Fußball auch Basketball, Bogenschießen, Feldhockey, Padel, Rugby, Schwimmen, Tennis und Volleyball an.